# Horst Feistel
Horst Feistel, né le 30 janvier 1915 à Berlin, mort le 14 novembre 1990 , est un cryptographe américain d'origine allemande. Feistel fut l'un des premiers cryptographes universitaires. Il est l'inventeur du réseau de Feistel utilisé dans son algorithme Lucifer et introduit plus tard dans DES et bien d'autres algorithmes de chiffrement symétrique par bloc. Il est aussi à l'origine du terme d'effet avalanche, une propriété importante en cryptographie.

## Biographie
En 1934, Feistel émigre aux États-Unis. Au début de la guerre, il est mis aux arrêts, mais le 31 janvier 1944, il devient un citoyen américain. Il est immédiatement incorporé au sein du centre US Air Force Cambridge Research Center dans la section des appareils identification des amis ou ennemis. Jusqu'en 1950, il travaille dans ce domaine. Il rejoint plus tard le Massachusetts Institute of Technology, la Mitre Corporation et finalement IBM où il reçoit une récompense pour ses avancées en cryptologie. Il obtient un Master en physique à Harvard.